# Schlacht bei Raab
Sacile – Teugn-Hausen – Weichselfeldzug – Raszyn – Abensberg – Landshut – Eggmühl – Regensburg – Neumarkt – Ebelsberg – Piave – Aspern – Sankt Michael – Stralsund – Bergisel – Raab/Győr – Graz – Wagram – Korneuburg – Stockerau – Gefrees – Hollabrunn (Schöngrabern) – Znaim – Walcheren–Schlacht an der Baskischen Reede
Die Schlacht bei Raab (ungarisch Győri csata, französisch Bataille de Raab) vom 14. Juni 1809 zwischen österreichischen Truppen unter Erzherzog Johann von Österreich und italienisch-französischen Truppen unter Eugène de Beauharnais fand während des fünften Koalitionskriegs statt und endete mit einer österreichischen Niederlage. In der Folge gelang es Johann nicht, seine Truppen rechtzeitig mit der österreichischen Hauptarmee vor der Entscheidungsschlacht von Wagram zu vereinigen. Im Gegensatz dazu konnte Eugène rechtzeitig zur Hauptarmee unter Napoleon stoßen. Insofern war die Schlacht bei Raab von Bedeutung für den für Frankreich siegreichen Kriegsausgang.

## Vorgeschichte

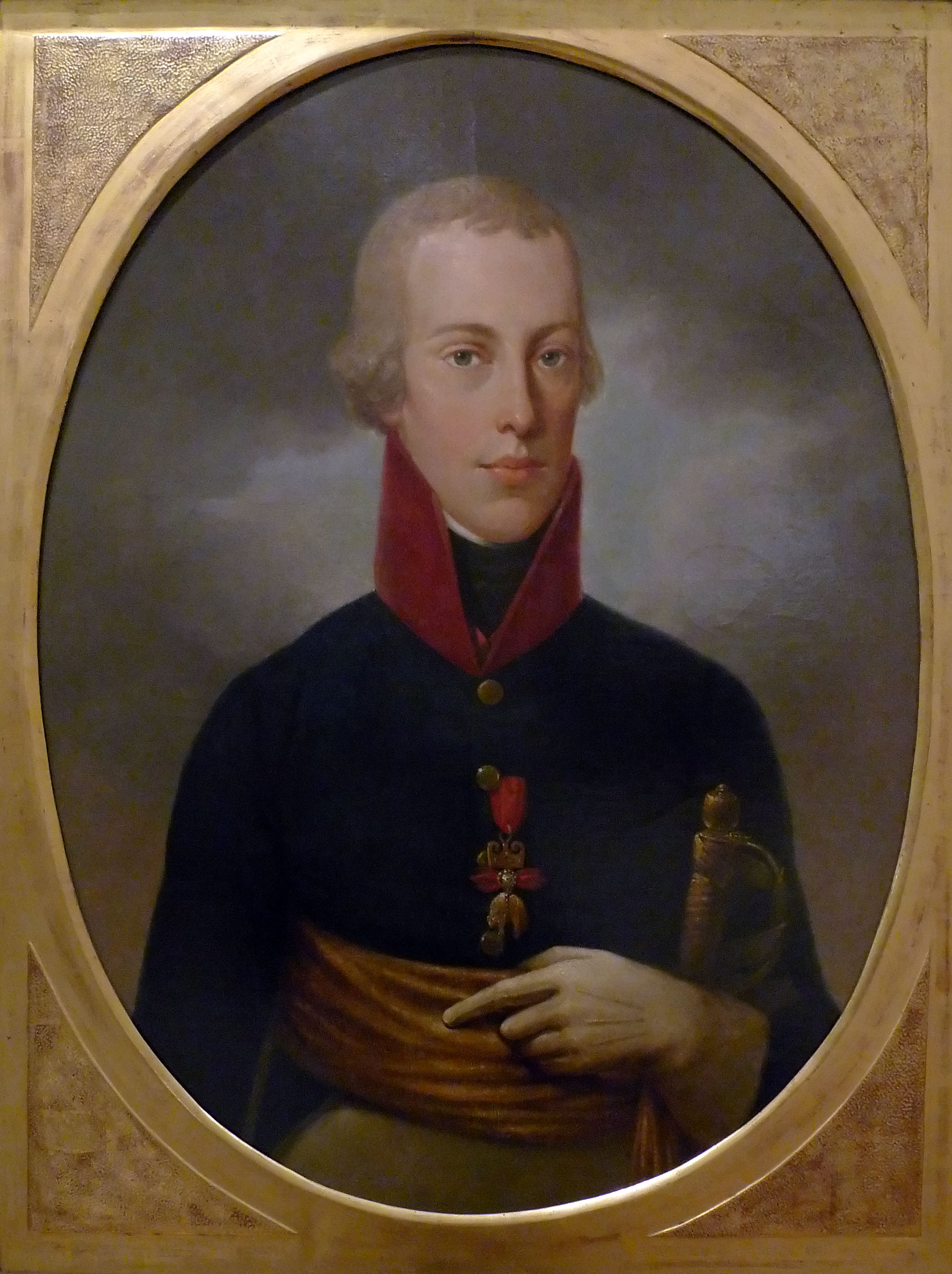
Johann von Österreich

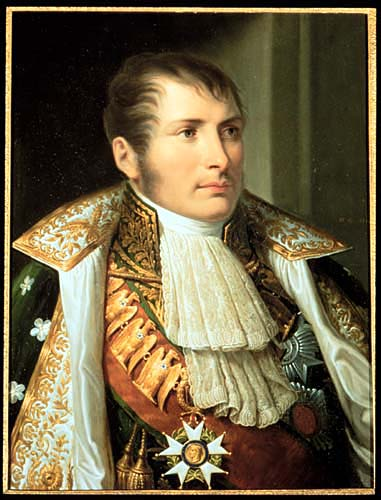
Eugène de Beauharnais

Erzherzog Johann marschierte im Zuge des Krieges in Italien ein. Er siegte am 16. April 1809 bei Sacile. Nach den Erfolgen Napoleons an der Donau wurde Johann angewiesen sich nach Nordosten zurückzuziehen. Dies ermöglichte Eugène seinerseits in die Offensive zu gehen. Er besiegte die Österreicher in der Schlacht an der Piave am 8. Mai 1809. Durch die Abtrennung verschiedener Einheiten zur Verteidigung von Salzburg, Tirol, Krain und der Isonzo-Linie sowie der Rücksendung von Landwehreinheiten auf Befehl des Kaisers wurden die Truppen des Erzherzogs geschwächt, wie sich bei verschiedenen verlorenen Gefechten zeigte.
Eugène sandte Jacques MacDonald ab. Dieser sollte durch die Krain vorrücken, die Österreicher von der Adria abdrängen und die Verbindung mit Auguste Frédéric Louis Viesse de Marmont herstellen. Eugène mit der Hauptmacht folgte den Truppen des Erzherzogs. Dessen Verteidigungsstellungen unter anderem auf dem Predilpass konnten die Franzosen nicht aufhalten.
Der Erzherzog wollte seine Truppen bei Pettau (Ptuj) sammeln, aber der Vormarsch Macdonalds verhinderte dies. Über Klagenfurt marschierte Johann nach Graz. Dort hatte er gehofft, zunächst stehen bleiben zu können. Aber Ende Mai befand er sich in einer problematischen Lage. Nach dem Sieg im Gefecht bei Sankt Michael stand Eugène in der Nähe von Bruck an der Mur also nur etwas mehr als 20 Meilen nördlich von Graz. Macdonald marschierte nach seinem Sieg bei Laibach (Ljubljana) nach Norden und befand sich bei Maribor südlich von Graz. Am 29. Mai hatte dessen Kavallerie die Außenbereiche von Graz erreicht und die Hauptmacht von Macdonald war nur noch wenige Meilen entfernt. Daraufhin sah sich der Erzherzog gezwungen nach Ungarn auszuweichen.
Zwischen Johann und seinem Bruder Karl von Österreich-Teschen als Oberkommandierenden der österreichischen Truppen kam es zum Streit. Während Johann unabhängig im Südosten Europas operieren wollte, um französische Truppen dort zu binden, verlangte Karl, dass die Truppen von Johann die österreichische Hauptarmee an der oberen Donau unterstützen sollte.
In Körmend ordnete und ergänzte er seine Truppen. Sein Gegner Eugène war über Villach, Klagenfurt, Judenburg nach Wiener Neustadt marschiert. Er hatte Fühlung mit der Hauptarmee Napoleons bei Wien. Napoleon wies Eugène an nach Körmend vorzurücken. Ziel war es eine Vereinigung des Erzherzogs mit der österreichischen Hauptarmee zu verhindern, Raab zu nehmen und Flanke und Rücken der französischen Hauptarmee zu schützen.
Der Vormarsch begann am 5. Juni. Erzherzog Johann marschierte in der Nacht vom 8. Juni von Körmend ab und vereinigte sich am 13. mit dem Erzherzog Joseph Anton Johann von Österreich bei Raab. Dessen Armee bestand vornehmlich aus ungarischen Milizen (sogenannten Insurgenten). Allerdings musste Johann 8000 Mann nach Preßburg entsenden, um die von dort zur Hauptarmee abgezogenen Truppen zu ersetzen.
Die Stadt und Festung Raab lag am Zusammenfluss des Flusses Raab und der kleinen Donau. Auch die Rabnitz mündete in der Nähe in die Donau. Die Stadt Raab lag auf der östlichen Seite des Flusses Raab. Es gab ein befestigtes Lager am linken Ufer. Der Erzherzog legte in diese Stellung allerdings nur drei Bataillone und 6 Schwadrone sowie einige Geschütze.
Die Hauptmacht befand sich auf dem rechten Ufer der Raab hinter einem Bach, der oberhalb der Stadt in den Fluss mündete. Von Bedeutung für die Kämpfe waren später zwei Höhenzüge. Dies waren die Szabadhegy Höhen im Südosten von Raab und die Csanak Höhen etwa fünf Meilen südlich der Stadt. Erzherzog Johann und Erzherzog Joseph verabredeten, sich das Kommando zu teilen.

## Verlauf
Eugène überschritt die Raab am 9. Juni und folgte dem Erzherzog. Am 13. Juni erreichten seine Truppen die Nachhut des Gegners und es entstand ein heftiges Gefecht mit vom Erzherzog entsandten Truppen. Darunter war ein Großteil der Kavallerie und drei Geschützbatterien. Die Österreicher mussten sich schließlich zurückziehen. Die Franzosen lagerten die Nacht über auf den Höhen von Czanak.

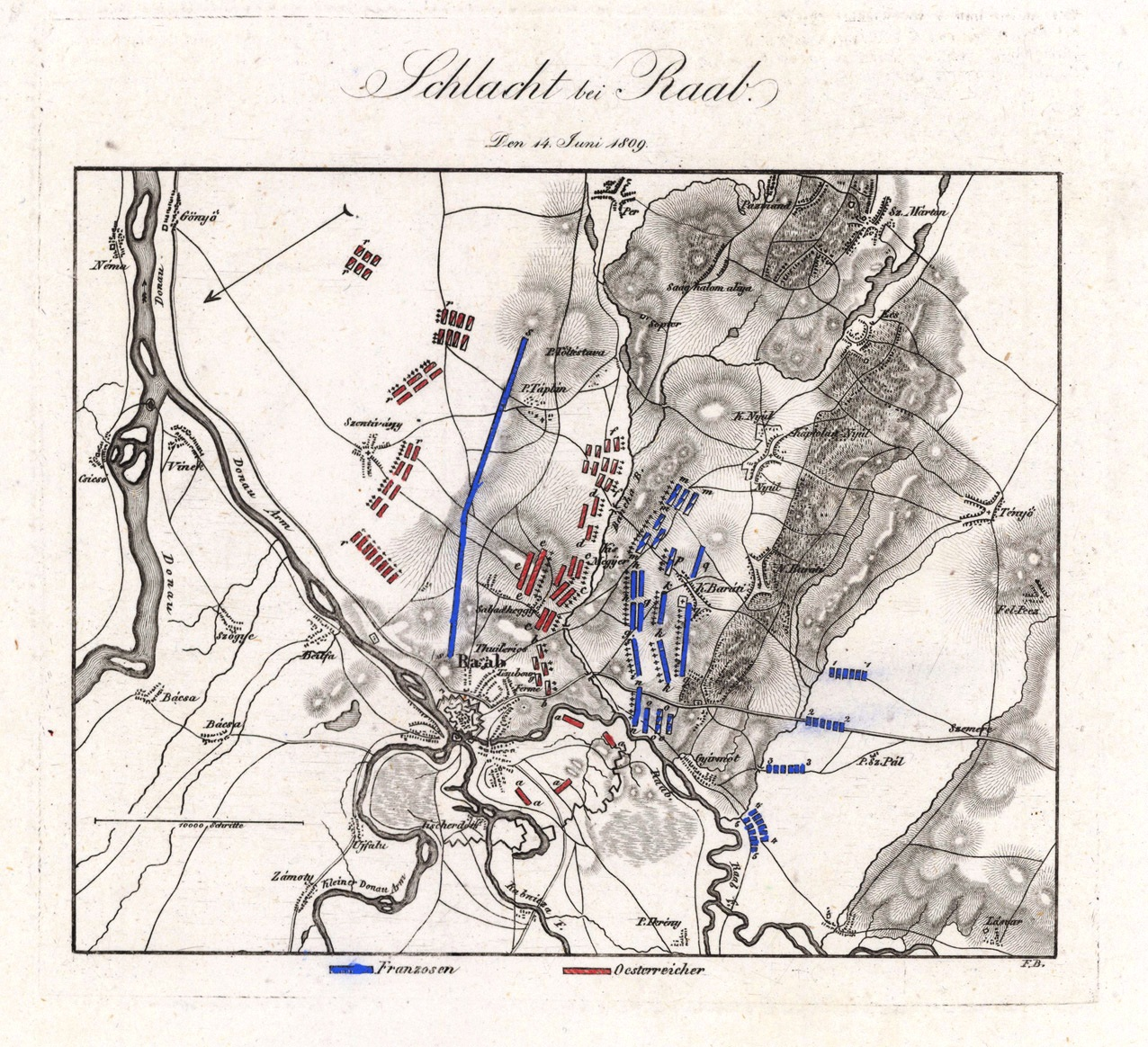
Plan der Schlacht

Die beiden Armeen waren ähnlich stark. Eugène hatte etwa 29.000 Mann Infanterie, 6.000 Kavalleristen und 56 Geschütze. Es handelte sich um französische, königlich-italienische und badische Einheiten. Die Österreicher hatten etwa 28.000 Infanteristen und 9000 Kavalleristen. Darunter waren etwa 16.000 Mann ungarische Miliztruppen (Insurrektionstruppen). Diese waren schlecht bewaffnet und kaum ausgebildet. An der eigentlichen Schlacht nahm indes nicht die gesamte Zahl der österreichischen Soldaten teil. Die französische Seite war daher hinsichtlich der tatsächlichen Truppenzahl und der Kampfkraft der Einheiten deutlich stärker als die Österreicher.
Die österreichische Armee war entlang der Szabadhegy Höhen aufgestellt. Der rechte Flügel, an einer Seite an die Raab angelehnt, sicherten 23 Schwadronen Kavallerie unter General von Frimont. Auf der anderen Seite schlossen sich unter Feldmarschalleutnant Franz Jelačić von Bužim die Brigaden Legisfeld, Sebottendorf und Eckstädt mit 9 Bataillonen an. In der Mitte folgte FML Hieronymus von Colloredo-Mansfeld mit 12 Bataillonen und auf dem linken Flügel standen FML von Mécsery mit 40 Schwadronen mit fast 6000 Husaren. Darunter befand sich ein Großteil der ungarischen Milizkavallerie. Insgesamt fünf Batterien mit 30 Geschützen schützten die Front. Auf den dahinter liegenden Höhen standen weitere 14 Bataillone unter Feldzeugmeister Davidovich in Reserve. Auf österreichischer Seite glaubte man, dass am 14. Juni kein Angriff der Gegenseite erfolgen würde.
Die Kavallerie unter Louis-Pierre Montbrun und Emmanuel de Grouchy stand auf dem rechten Flügel der Franzosen. Der linke Flügel mit dem XII. Korps unter General Louis Baraguey d’Hilliers stieß an die Raab. Dazu zählte die Division von Filippo Severoli, die badische Brigade und als Reserve französische Kavallerie unter Louis Michel Antoine Sahuc. In der Mitte stand das VI. Korps unter General Paul Grenier mit den Divisionen Seras und Joseph François Durutte. Dahinter postierte der Vizekönig Eugene de Beauharnais als Reserve die Division Pacthod und die italienische Garde unter General Lechi. Von den Truppen des XI. Korps Macdonalds war erst eine Division Kavallerie eingetroffen.
Die Franzosen und ihre Verbündeten griffen gegen 11 Uhr 30 des 14. Juni an. Nach einigem Vorgeplänkel begann um zwei Uhr das allgemeine Gefecht. Die Franzosen rückten bei heftiger Gegenwehr der Österreicher vor. Die Reserve der Österreicher rückte vor und konnte ein Dorf zurückerobern. Dieses wechselte im Verlauf der Kämpfe dreimal den Besitzer. Auch um einen Hof kämpfte man erbittert. Die Division Patchod erschien zu diesem kritischen Zeitpunkt im Gefecht, nahm das genannte Dorf wieder ein und schnitt den Erzherzog von der Raab ab. Auch in dem anderen umkämpften Bereich waren die Franzosen erfolgreich.
Von großer Bedeutung war, dass es der französischen Kavallerie gelang, einen Flusslauf zu überschreiten und die Österreicher in der Flanke anzugreifen. Österreichische Gegenmaßnahmen, sich den unerwarteten Gegnern zuzuwenden, führten zu Verwirrungen in den eigenen Reihen. Der von Mecsèry befehligte Flügel begann zusammenzubrechen. Unterstützt wurde dies durch französisches Artilleriefeuer. Erzherzog Johann musste schließlich den allgemeinen Rückzug befehlen.
Der umkämpfte Hof fiel um 17 Uhr endgültig in die Hände Franzosen. Weil sie den Rückzugsbefehl nicht erhalten hatten, verteidigten zuvor einige österreichische Einheiten weiter den Hof. Sturmangriffe kosteten den Angreifern über 700 Mann an Toten und Verwundeten. Schließlich konnten die Franzosen in den Hof eindringen. Ein Großteil der Verteidiger wurde getötet.
Weil die ebenfalls erschöpften Franzosen auf eine unmittelbare Verfolgung der Gegner verzichteten, konnte der größte Teil der Österreicher entkommen.

## Verluste und Folgen
Ohne irreguläre ungarische Truppen betrug der Verlust der Österreicher insgesamt 2500 Tote und Verwundete, hinzu kamen weitere 3700 Gefangene und Vermisste. Andere Berichte sprechen von Verlusten von 10.000 Mann. Davon waren 3500 Mann tot oder verwundet und 6500 Mann gefangen oder vermisst. Auch hier sind die ungarischen Milizangehörige nicht mit eingerechnet. Die französischen Verluste sind nicht klar, dürften aber auch beträchtlich gewesen sein. Es gibt Angaben von etwa 3000 bis 4000 Mann.
Den im befestigten Lager von Raab befindlichen österreichischen Truppen gelang es einen Großteil der Gefangenen zu befreien. Die Franzosen begannen am 15. Juni mit der Belagerung von Raab. Die Stadt kapitulierte am 21. Juni.
Die Niederlage bei Raab war in hohem Maße mitverantwortlich dafür, dass Erzherzog Johann nicht rechtzeitig vor der Schlacht von Wagram die österreichische Hauptarmee verstärken konnte. Dagegen gelang es Eugène, einen Großteil seiner Truppen vor der entscheidenden Schlacht mit den Truppen Napoleons zu vereinigen.